# 石山輝夫
石山 輝夫（いしやま てるお、旧芸名；石山 律雄・石山 律、1942年2月2日 - ）は日本の俳優。千葉県出身。エム・カンパニー所属。身長172cm、体重68kg。血液型はO型。早稲田大学卒業。父は石山健二郎、姉はスクリプターの石山伸子。

## 略歴・人物
1964年にテレビドラマ『湖の仲間たち』で主演を務め、俳優デビュー。以後時代劇・現代劇問わず脇役として活躍する。
悪役・犯人役中心ではあるが善人役も演じるなど芸幅は広い。年を重ねた現在は穏やかな老人役を数多く演じている。
父は『天国と地獄』や『白い巨塔』などに出演した俳優・石山健二郎。

## 出演

### テレビドラマ
- 湖の仲間たち（1964年、NHK）…デビュー作・主演
- 徳川家康（1964年、NET）
- 大岡政談 池田大助捕物帳 第22話（1966年、NHK）
- シオノギテレビ劇場 / いつか、ある日（1966年、CX）
- 七人の刑事（TBS）
  - 第2シリーズ 第115話「黒い流れ」（1966年）
  - 第2シリーズ 第135話「警察官の姉」（1966年）
  - 第2シリーズ 第160話「威嚇射撃」（1967年）
- 東芝日曜劇場（TBS）
  - メロンとケーキ（1967年）
  - 正子絶唱（1968年2月）
  - くるま宿（1968年4月）
  - 美しい橋（1977年） - 勇一
  - 松本清張おんなシリーズ・馬を売る女（1978年4月）
- あゝ同期の桜 第8話「一粒の麦」（1967年、NET / 東映）
- 泣いてたまるか（TBS / 国際放映） 
  - 第48話「先生週刊誌にのる」（1967年）
  - 第71話「ひとりで乾杯！」（1968年）
- 剣 第27話「首斬り浅右衛門」（1968年、NTV / C.A.L） - 宗春
- お庭番（1968年、NTV / C.A.L）
- 日本剣客伝 第4話「塚原卜伝」（1968年、NET / 東映）
- 風来坊 第4話（1968年、CX / C.A.L）
- 見合い恋愛（1969年）
- プレイガール 第25話「女殺し昭和元禄」（1969年、12ch / 東映）
- 女殺し屋 花笠お竜 第17話「黄門もアッと驚く女の啖呵」（1969年、12ch / 国際放映）
- 無用ノ介 第2話「無用ノ介の首五百両也」（1969年、NTV / 国際放映） - 石松
- キイハンター（TBS / 東映）
  - 第31話「フーテン族強奪作戦」（1968年）
  - 第55話「底抜け探偵町を行く」（1969年） - ジョージ
  - 第142話「ハレンチ部隊全員集合」（1970年） - ジュン
  - 第185話「真昼の決戦!すれすれの愚連隊」（1971年） - 天才
  - 第244話「拳銃P-007大捜査網」（1972年） - 朝倉
- 水戸黄門（TBS / C.A.L）
  - 第1部 第8話「まぼろしの剣 -浜松宿-」（1969年9月22日） - 熱田兵馬
  - 第2部 第6話「仇討ち無情-松島-」(1970年11月2日) - 津雲新之助
  - 第4部 第34話「家康公のお墨付き -真岡-」（1973年9月10日） - 太吉 ※石山律名義
  - 第5部 第13話「浪花女のど根性・大阪」（1974年6月24日） - 茂七 ※石山律名義
  - 第7部 第11話「津軽こぎん -弘前-」（1976年8月2日） - 直吉 ※石山律雄名義
  - 第8部 第20話「虚無僧の密書・洲本」（1977年11月28日） - 与吉 ※石山律雄名義
  - 第9部 第20話「帰って来た中乗りさん・木曽福島」（1978年12月18日） - 源太郎 ※石山律雄名義
  - 第10部 第23話「めざす敵はお殿様・高遠」（1980年1月21日） - 勝三 ※石山律雄名義
  - 第15部 第12話「偽黄門様は喧嘩医者 -小倉-」（1985年4月15日） - 古田甚九郎 ※石山律雄名義
  - 第16部 第14話「銃が知ってた血染めの罠 -彦根-」（1986年7月28日） - 三次郎 ※石山律雄名義
  - 第18部 第20話「陰謀渦巻く大草原 -熊本-」（1989年1月30日） - 十郎太 ※石山律雄名義
  - 第20部 第1話「水戸黄門」・第11話「陰謀渦巻く高松城・高松」（1990年10月22日・1991年1月21日） - 笠間尚蔵
  - 第21部 ※石山律雄名義
    - 第7話「目ざす敵は瓜二つ・津和野」（1992年5月18日） - 古川伝八郎
    - 第30話「帰らぬ夫は凶状持ち・行田」（1992年10月26日） - 梶本玄馬

  - 第22部 ※石山律雄名義
    - 第17話「正義で織った大島紬 -鹿児島-」（1993年9月6日） - 大月軍兵衛
    - 第30話「黄金の島の鬼退治 -佐渡-」（1993年12月6日） - 石川刑部

  - 第23部
    - 第10話「親子喧嘩の腕比べ -田鶴浜-」（1994年10月10日） - 地蔵鼻の藤五郎
    - 第22話「白いお髭の意地比べ -萩-」（1995年1月9日） - 石州屋
    - 第33話「京の都の恋友禅 -京-」（1995年3月27日） - 婆裟羅の馬五郎

  - 第24部 ※石山律雄名義
    - 第8話「謎の美剣士! 紅夜叉 -岡山-」（1995年11月6日） - 黒毛の九郎蔵
    - 第19話「悪を糺した瀬戸の花嫁 -広島-」（1996年1月29日） - 波切屋

  - 第25部 第38話「民を救った男の信念-二本松-」(1997年9月15日) - 喜多屋宗兵衛
  - 第26部 第7話「命を賭けた忍びの対決-豊後高田-」(1998年3月30日) - 灘屋
  - 第27部 第2話「格が慕った母の面影・相馬」（1999年3月29日）- 浜尾屋
  - 第28部 第12話「女三人 崖っぷち勝負！-鳴海-」(2000年5月29日) - 曽根典膳
  - 第30部 第1話「初春の旅立ち-水戸･日光-」(2002年1月7日) - 酒井秀之亮
  - 第31部 第7話「格も迷惑意地っ張り母娘-宮-」
  - 第32部 第9話「助さんの相棒は娘スリ-輪島-」(2003年10月13日) - 沢井林之助
  - 第33部 18話「帰って来た風の盆-八尾-」(2004年8月23日) - 野島屋八右衛門
  - 第34部 5話「格さん不覚 消えた印籠-石巻-」(2005年2月7日) - 蓬莱屋大五郎
  - 第35部 第6話「罠にはまったお嬢さん・日田」（2005年11月14日） - 富士川源左衛門
  - ナショナル劇場50周年記念特別企画スペシャル （2006年3月13日） - 宗二郎
  - 第36部 第8話「助っ人アキの越後獅子・福井」（2006年9月11日） - 霞の源七(赤座屋源兵衛)
  - 第37部 第11話「母と娘つないだ風車・青森」（2007年6月18日） - 権八
  - 第38部 第15話「気弱亭主と気丈女房・飯田」（2008年4月28日） - 丸岡軍兵衛
  - 第39部 第11話「若妻の言えない秘密?・天草」（2008年12月22日） - 西海屋
  - 第40部 第7話「引き裂かれた娘の友情・平泉」（2009年9月7日） - 岡部武太夫
  - 第42部 第18話「千客万来! 代筆美人・桑名」（2011年2月21日） - 小松新左衛門
  - 水戸黄門 (BS-TBS版) 第8話「盗まれた印籠-花巻-」(2017年8月22日)　- 大黒屋伊兵衛
- 新三匹の侍 第3話「狂い斬り闇を裂く」（1970年、CX / 松竹） - 市村半四郎 ※石山律名義
- ザ・ガードマン 第277話「銀行ギャングのふるさとは墓場」（1970年、TBS / 大映テレビ室）
- 大坂城の女（1970年、関西テレビ / 東映） - 清水又七郎
- ポーラテレビ小説 / オランダおいね（1970年、TBS） - 義作
- 遠山の金さん捕物帳（NET / 東映）
  - 第18話「影に追われた男」（1970年） - 由造
  - 第59話「次郎長を振った女」（1971年） - 紀三郎
  - 第120話「惚れて憎んで又惚れた女」（1972年） - 高山宗伯
- 柳生十兵衛 第21話「押しかけ花嫁」（1970年、CX / 東映）
- 女と味噌汁 その20（1971年、TBS）
- 浮世絵 女ねずみ小僧 第1シリーズ 第3話「暗闇に消えた女」（1971年、CX / C.A.L）
- 大岡越前（TBS / C.A.L）
  - 第2部 第27話「小西屋事件」（1971年11月15日） - 長三郎 ※石山律名義
  - 第4部 第9話「母子しぐれ」（1974年12月2日） - 長次
  - 第11部 第26話「めでためでたの大岡裁き」（1990年10月15日） - 津山又十郎
  - 第12部
    - 第3話「悪に溺れた凄腕同心」（1991年10月28日） - 権十
    - 第20話「帰らぬ父は御金蔵破り」（1992年3月2日） - 鵺の五郎蔵

  - 第13部 第15話「河童にさらわれた若旦那」（1993年2月22日） - 藤兵衛
  - 第14部 第1話「大岡越前」（1996年6月17日） - 重吉
  - 第15部 第5話「奥医師の娘」（1998年9月21日） - 春亭梅彦
- 天皇の世紀 第12回「義兵」（1971年、ABC / 国際放映） - 中岡慎太郎
- 世なおし奉行 （1972年、NET / 東映） - 仲沢要介
- 荒野の素浪人 第31話「爆破 十一人の決死隊」（1972年、NET / 三船プロ） - 源太
- おとこ鷹（1972年、関西テレビ）
- 必殺シリーズ（ABC / 松竹）
  - 必殺仕掛人 第6話「消す顔消される顔」（1972年） - 直吉
  - 必殺仕置人 第14話「賭けた命のかわら版」（1973年） - 留造
  - 助け人走る
    - 第22話「父子大相剋」（1974年） - 平三郎
    - 第33話「忠誠大心外」（1974年） - 日田平之助

  - 暗闇仕留人
    - 第7話「喰うて候」（1974年） - 信助
    - 第23話「晴らして候」（1974年） - 直次郎

  - 必殺仕置屋稼業 第2話「一筆啓上罠が見えた」（1975年） - 源次
  - 必殺仕業人 第2話「あんたこの仕業どう思う」（1976年） - 喜久三
  - 必殺からくり人・血風編 第7話「小判が眼をむく紅い闇」（1976年） - 武
  - 必殺商売人 第14話「忠義を売って得を取れ!」（1978年） - 忠助
  - 必殺仕事人 第57話「逆さ技大どんでん崩し」（1980年） - 友吉
  - 新・必殺仕事人 第43話「主水表の仕事に熱中する」（1982年） - 越後屋周造
  - 必殺仕事人III 第32話「誘拐犯の娘に惚れたのは秀」（1983年） - 石川半之丞
  - 必殺仕事人IV 第35話「田中筆頭同心 見合いする」（1984年） - 勇二
  - 必殺仕事人V 第10話「主水 ヘソクリを盗まれる」（1985年） - 森田屋利平
  - 必殺仕事人V・風雲竜虎編 第11話「大江戸F.F.騒動!」（1987年） - 伊吹屋
  - 必殺スペシャル・秋! 仕事人vsオール江戸警察（1990年） - 伊能屋茂平次
- 怪談 第6話「累ヶ淵」（1972年、毎日放送 / 歌舞伎座テレビ室） - 新吉
- 大江戸捜査網（12ch / 日活→三船プロ）
  - 第77話「走れ!娘飛脚」（1972年） - 辰次
  - 第353話「美女誘拐恐怖の逢びき」（1978年） - 佐吉
  - 第393話「宿無し少年と女掏摸」（1979年） - 伊勢屋
  - 第578話「毒花一輪 獲物を狙う赤い唇」（1983年） - 徳三
  - 第709話「恐怖の人狩り! 隠密同心新参!!」（1992年） - 相良修理亮
- NHK大河ドラマ / 国盗り物語（1973年、NHK） - 武田勝頼
- 狼・無頼控 第5話「怪猫呪いの大井戸」（1973年、MBS / 映像京都） - 山城守
- 荒野の用心棒 第22話「謎の密輸地帯に潜入して…」（1973年、NET / 三船プロ） - 岩吉
- 唖侍 鬼一法眼 第5話「流転のめぐり会い」（1973年、NTV / 勝プロ） - 森下幾馬
- 伝七捕物帳（NTV / ユニオン映画）
  - 第19話「情が結ぶ三味の糸」（1974年） - 由吉
  - 第93話「とかく浮世は色と金」（1975年） - 鶴松
  - 第103話「花の錦の三姉妹」（1976年） - 弥助
  - 第124話「花の蕾の十八娘」（1976年） - 正助
- 青い山脈（1974年、CX）
- いただき勘兵衛 旅を行く 第19話「空家に花が咲いたとさ」（1974年、NET / 東映） - 伊之助
- 江戸を斬る シリーズ（TBS / C.A.L）
  - 江戸を斬る 梓右近隠密帳 第21話「凧々上がれ」（1974年） - 伊之助
  - 江戸を斬るII 第19話「桜吹雪が闇に舞う」（1976年） - 久八
  - 江戸を斬るVIII（TBS / C.A.L）
    - 第1話・第2話「遠山桜が悪を斬る」（1994年） - 鱶七
    - 第20話「父の敵は十手持ち」（1994年） - 岩造
- 次郎長三国志 第13話（1974年、NET / 東映）
- 右門捕物帖 第21話「脱走」（1974年、NET / 東映）
- 銭形平次（CX / 東映）
  - 第427話「きつね女」（1974年） - 新之助
  - 第458話「ある母の願い」（1975年） - 佐吉
  - 第578話「はしりがねの女」（1977年） - 弥助
  - 第608話「九両盗っ人」（1978年） - 佐吉
  - 第642話「こころの叫び」（1978年） - 房吉
  - 第750話「再会」（1981年） - 小吉
  - 第774話「炎の中の顔」（1981年） - 信吉
  - 第847話「地獄からの使者」（1983年） - 佐八
- 鞍馬天狗 第13話「地獄の門」（1974年、NTV / 東宝） - 神田大膳
- ご存知金さん捕物帳 第15話「罪と情けの重ね底」（1975年、NET / 東映） - 甚六
- 華麗なる一族（1975年、MBS / 東宝） - 倉石裕介
- 影同心 第20話「新妻ひとり寝殺し節」（1975年、MBS / 東映） - 川崎平馬
- 長崎犯科帳 第22話「子の刻心中」（1975年、NTV / ユニオン映画） - 与之吉
- TOKYO DETECTIVE 二人の事件簿 第26話「遠い道」（1975年、ABC / 大映テレビ）
- 遠山の金さん（NET / 東映）※杉良太郎版
  - 第1シリーズ第20話「一六勝負で闇を裂け!!」（1976年） - 種吉
  - 第2シリーズ第6話「桜吹雪に廻るこま」（1979年） - 藤七
- Gメン'75（TBS / 東映）
  - 第58話「樹海に消えた白骨死体」（1976年） - 並木
  - 第78話「土曜日の幼稚園ジャック」（1976年） - 吉岡
  - 第253話「白バイに乗った暗殺者」第254話「警視庁の女スパイ」（1980年） - 広瀬
- 人魚亭異聞 無法街の素浪人 第14話「暗黒街の女」（1976年、NET / 三船プロ）
- 破れ奉行（テレビ朝日 / 中村プロ）
  - 第15話「深夜の水門大爆破」（1977年） - 山崎市之進
  - 第33話「深川奉行危機一髪!」（1977年） - 市田
- 新・二人の事件簿 暁に駆ける 第33話「変身」（1977年、ABC / 大映テレビ）
- 新木枯し紋次郎 第3話「四つの峠に日が沈む」（1977年、12ch / 映像京都）- 小太郎 / 女衒の彦市
- 風が燃えた（1978年、TBS） - 井上勝
- 達磨大助事件帳 第19話「地獄の顔の天使」（1978年、ANB / 前進座 / 国際放映） - 喜作
- チェックメイト78 第14話「警部、罠を掛ける」（1978年、ABC）
- 疾風同心 第24話「恐怖の目撃者」（1978年、12ch / C.A.L）
- 若さま侍捕物帳 第3話「参上!!涙の大脱走」（1978年、ANB / 前進座 / 国際放映）
- 特捜最前線（ANB / 東映）
  - 第43話「通り魔・長距離ランナーを追え!」（1978年）
  - 第68話「誘拐・東京-函館縦断捜査!」（1978年）
  - 第69話「誘拐2・パニックイン・函館」（1978年）
  - 第121話「マニキュアをした弁護士!」（1979年）
  - 第209話「三千万を拾った刑事!」（1981年）
  - 第234話「リンチ経営塾・消えた父親たち!」（1981年） - 大畑豊
  - 第285話「自供・檻の中の天使!」（1982年） - 神父
  - 第384話「偽装結婚・マトリョーシカを持つ女!」（1983年）
  - 第471話「死に憑かれた女!」（1986年）
- 暴れん坊将軍（ANB / 東映）
  - 吉宗評判記 暴れん坊将軍 第14話「黄金のからす札」（1978年） - 有馬市之進
  - 暴れん坊将軍III 第86話「隠密、二十年目に帰る」（1989年） - 成瀬隼人正
  - 暴れん坊将軍VI
    - 第27話「炎上! 大奥の恋」（1995年） - 久永大和守
    - 第36話「鬼同心が泣いた夢」（1995年） - 千治郎

  - 暴れん坊将軍VII 第16話「め組の喧嘩! 二人の女房」（1997年） - 神保外記
  - 暴れん坊将軍VIII 第1話「登場!吉宗を振った女」（1997年） - 美濃屋嘉右衛門
  - 暴れん坊将軍IX
    - 第2話「狙われた女の園 消えた五千両の謎」（1998年） - 藤田伊予守
    - 第24話「涙の上州路 誉れの仇討ち」（1999年） - 高見沢采女

  - 暴れん坊将軍X 第2話「怪盗紅あざみ参上! 御金蔵破りを手伝った吉宗」（2000年） - 南国屋藤兵衛
  - 暴れん坊将軍XI 第3話「め組消滅の危機!」（2001年） - 小笠原豊後守
  - 暴れん坊将軍XII 第8話「大岡越前切腹!!吉宗苦悩の決断!」（2002年） - 水野長門守
- 新五捕物帳（NTV / ユニオン映画）
  - 第60話「あしたを夢みて」（1979年） - 太一郎
  - 第107話「扇絵残照」（1980年）
  - 第149話「哀しき異母兄弟」（1981年） - 伊太郎
- ザ・スーパーガール 第42話「一夜妻・想い出の愛に燃えて」（1980年、12ch / 東映） - 津山医師
- ミラクルガール 第6話「真夜中の怪電話」（1980年、12ch / 東映） - 神原
- 桃太郎侍 第201話「当るも八卦当らぬも八卦」（1980年、NTV / 東映）- ちきり屋伝次郎 ※高橋英樹版
- 長七郎天下ご免! （ANB / 東映）
  - 第23話「花ひらく五重の塔」（1980年） - 良助
  - 第55話「江戸一番!土くれ剣法」（1980年） - 黒沼
- ザ・ハングマン 第28話「強盗を飼う警部」（1981年、ABC / 松竹芸能） - 波戸村
- 同心暁蘭之介 第13話「姑ごろし」（1981年、CX / 杉友プロダクション） - 千太郎
- 文吾捕物帳 第3話「過去からの使者」（1981年、ANB / 三船プロダクション）
- 時代劇スペシャル / 怪傑黒頭巾（1981年、CX / 勝プロダクション） - 葉室長順
- 遙かなりマイ・ラブ -娘たちの戦後-（1981年、TBS / テレビマンユニオン） - 人事課長
- 鬼のいぬ間に（1982年、CX / 東海テレビ）
- 松平右近事件帳 第23話「ねずみ講の罠」（1982年、NTV / ユニオン映画） - 与吉
- 遠山の金さん（ANB / 東映） ※高橋英樹版
  - 第1シリーズ 第24話「二人の母が情けに泣いた!」（1982年） - 甚兵衛
  - 第1シリーズ 第81話「剣客秘話・女だてらに道場破り!」（1984年）
  - 第1シリーズ 第139話「女用心棒・黒猫のお銀II "女は心が命です"」（1985年）
- ロボット8ちゃん 第49話「ユメはでかいぞ虹の空」（1982年9月、CX / 東映） - 小山キノコの夫
- バッテンロボ丸 第10話「神様がスーパーカーでやってくる!!」（1982年10月、CX / 東映） - 神様
- 眠狂四郎 円月殺法 第18話「夕陽の群盗多殺剣 -土山の巻-」（1983年） - 桂木弥七郎
- 右門捕物帖 第27話「戻り橋の女」（1983年、NTV / ユニオン映画）
- 時代劇スペシャル / 怪猫有馬御殿（1983年、CX / 大映） - 有馬石見守
- ザ・サスペンス / 十津川警部シリーズ 第2作「ミステリートレイン殺人事件」（1983年、TBS / 大映テレビ）
- NHK大河ドラマ / 山河燃ゆ 第11話「いまひとたびの」（1984年、NHK） - 刑事
- 長七郎江戸日記（NTV / ユニオン映画） 
  - 第1シリーズ 第25話「独りぼっちの草笛」（1984年） - 伊丹頼一郎
  - 第2シリーズ 第22話「捨て身の説得」（1988年） - 小宮山武助
  - 第3シリーズ
    - 第8話「十手も刀も捨てて」（1990年） - 田坂康政
    - 第37話「鉄火芸者の心意気」（1991年） - 浅井兼左衛門
- 月曜ドラマランド / ゲゲゲの鬼太郎（1985年、CX / 東映） - 京子の父
- 影の軍団IV 第2話「女の顔が夜光る」（1985年、NTV / 東映）
- 赤かぶ検事奮戦記IV 第1作「夫婦間レイプ裁判」（1985年、ABC / 松竹）
- スケバン刑事 第3話「爆破魔を追いつめろ!」（1985年、CX / 東映） - 道原
- 火曜サスペンス劇場 / ロープ殺人事件（1985年、NTV / 映像プロデュース）- 土井純平
- ザ・ハングマンV 第14話「エジソンがラブホテルで殺人者にされる!」（1986年） - 市倉物産課長・戸崎
- 時空戦士スピルバン 第13話「パパがんばれ!ちびっ子ママの目玉焼き」（1986年、ANB / 東映） - 村田教授
- このこ誰の子? 第14話、第15話、第19話（1986年、CX / 大映テレビ）
- 京都かるがも病院 第17話「終りなき青春」（1987年、ANB / 東映）
- 花王 愛の劇場 / 母さんと呼びたい（1987年、TBS / 東京映画新社）
- 三匹が斬る! シリーズ（ANB / 東映）
  - 三匹が斬る!
    - 第6話「鬼と呼ぶ、男に惚れて薄化粧」（1987年） - 橋本大膳
    - 第13話「冬椿、越すに越されぬ女郎坂」（1988年） - 良寛

  - 続・三匹が斬る! 第4話「お七里のイジメが元で不倫妻」（1988年） - 小諸藩藩主
  - また又・三匹が斬る! 第21話「さらば三匹!今宵お命頂戴致す!!」（1991年） - 水野忠邦
  - 新・三匹が斬る! 第5話「牢破り、女一匹駄賃づけ」（1992年） - 羽黒屋幸兵衛
  - 痛快・三匹が斬る! 「帰ってきた千石、刃傷松の廊下に踊る悪霊たち!?」スペシャル拡大枠
- おもいっきり探偵団 覇悪怒組（1987年、CX） - 洋の父
- 風雲江戸城 怒涛の将軍徳川家光（1987年、TX） - 堀田正盛
- 隠密・奥の細道 第8話「松島の波に砕けた母子舟」（1988年、TX / G・カンパニー） - 本多利成
- 花の生涯 井伊大老と桜田門 第四部「大老の章 徳川崩壊の炎」（1988年、TX / 東映） - 岩瀬忠震
- 名奉行 遠山の金さん（ANB / 東映）
  - 第1シリーズ 第12話「若手同心の恋」（1988年） - 大野主膳
  - 第3シリーズ 第11話「尼僧に忍びよる黒い影」（1990年） - 信州屋助蔵
  - 第4シリーズ 第1話「覗かれた尼寺」（1991年） - 鹿蔵
  - 第5シリーズ 第10話「牢獄に放火する女」（1993年） - 大原総八
  - 第6シリーズ 第22話「還暦祝い毒殺事件」（1995年） - 水神の寅蔵
  - 第7シリーズ 第19話「貞女の鑑?謎の殺しの裏の裏」（1996年） - 花川戸大五郎
  - 第8シリーズ（遠山の金さんVS女ねずみ）第5話「殺人犯にされた恋人たち」（1997年） - 弥十郎
  - 第9シリーズ（金さんVS女ねずみ）第14話「恐怖の三味線通り魔」（1998年） - 大坂屋総兵衛
- 仮面ライダーBLACK RX 第19話「恐怖の人工太陽」（1989年、MBS / 東映） - 相原文吾
- 翔んでる!平賀源内 第7話「蜆売りは恋の辻占」（1989年、TBS / C.A.L） - 伍平
- 月曜・女のサスペンス「広瀬川心中」（1989年2月、TX） - 横山宏二
- 魔法少女ちゅうかないぱねま!（1989年、CX） - いぱねまの父
- 月影兵庫あばれ旅 第1シリーズ 第7話「悪党だます悪い奴」（1989年、TX / 松竹） - 木村勘解由
- 付き馬屋おえん事件帳（TX / 松竹）
  - 第1シリーズ 第6話「江戸の黒い霧けじめつけさせて貰います」（1990年） - 山崎屋
  - 第2シリーズ 第6話「もう一人の付き馬屋」（1993年） - 岡田
- 八百八町夢日記 第1シリーズ 第23話「海が匂う客」（1990年、NTV / ユニオン映画） - 相原和次郎
- お江戸捕物日記 照姫七変化 第12話「琴の爪が死を招く」（1990年、FNS） - 羽佐間兵庫
- 新春時代劇スペシャル / 燃えよ剣 第一部（1990年、TX）
- 日本一のカッ飛び男 第6話「サヨナラ!おやじ」（1990年、CX / 東宝）
- 森村誠一サスペンス / 夜の声 大富豪の死から始まる連続殺人（1990年、KTV）
- 火曜ミステリー劇場「山村美紗サスペンス 京都東山殺人事件」（1990年、ANB / 東映）
- 土曜ワイド劇場（ANB）
  - 「女優殺し 霧の湖畔を死体が歩いた 真犯人Xは…?」（1983年）
  - 「西村京太郎トラベルミステリー 雷鳥九号殺人事件」（1987年） - 羽田
  - 「京都殺人案内16・復讐の逆転法廷」（1990年4月） - 沢木警部補
  - 「松本清張スペシャル・書道教授」（1995年12月2日） - 岡野刑事
  - 「タクシードライバーの推理日誌（10）」（1998年） - 折原恒三
  - 「江戸ッ子探偵殺人案内（2）」（1999年） - 岸本日出志
  - 「ダイエット三姉妹の旅情事件簿（3）」（1999年2月20日） - 古谷警部
  - 「駅弁探偵ミステリー列車1」（2001年）
  - 「事件（12）」（2006年） ‐ 里見幸吉
  - 「棟居刑事の純白の証明」（2007年2月10日） - 南野英樹
  - 「タクシードライバーの推理日誌（30）」（2012年1月7日） - 黒瀬正嗣
- はぐれ刑事純情派（ANB / 東映）
  - 第3シリーズ 第23話「転落した人妻・予備校ララバイ」（1990年） - 辻野事務長
  - 第5シリーズ 第6話「弁当屋の女・猿が暴いた密室の謎?」（1992年） - 亀山健二
  - 第9シリーズ 第5話「死亡推定時刻の謎！ポケベルの女」（1996年）
  - 第10シリーズ 第8話「贖罪のラーメン!? 偽証の女」（1997年）
  - 第15シリーズ 第6話「癒し殺人!? 観覧車に揺れる女」（2002年） - 花丘三郎
  - 第17シリーズ 第11話「密室殺人!? 謎の高級ブランド夫婦が消えた！」（2004年） - 港署刑事・佐川幹夫
- 金田一耕助シリーズ
  - 第12作「魔女の旋律」（1991年） - 分鬼頭儀兵衛
  - 第28作「トランプ台上の首」（2000年） - 糸島礼次郎
- 将軍家光忍び旅 第1シリーズ 第17話「とんだ埋蔵金騒動」（1991年、ANB / 東映） - 瀬川兵衛
- 七人の女弁護士 第2シリーズ 第5話（1991年、ANB） - 大林輝義
- 特救指令ソルブレイン 第5話「怪人がくれた勇気」（1991年、ANB） - 怪人ボンド/市川光一
- 鞍馬天狗 第35話「人斬り無残」（1991年、TX / 松竹） - 服部一蔵
- NHK大河ドラマ / 信長 KING OF ZIPANGU（1992年、NHK） - 不破光治
- さすらい刑事旅情編IV 第12話「北アルプスの城下町、父に似た殺人犯」（1992年、ANB / 東映） - 片平周一
- 愛情物語（1992年4月 - 9月、YTV / 吉本興業） - 刑事
- 銭形平次（CX / 東映） ※北大路欣也版
  - 第2シリーズ 第12話「長者屋敷の秘密」（1992年）
  - 第3シリーズ 第2話「死霊のお告げ」（1993年） - 久兵衛
  - 第4シリーズ 第6話「四番目の男」（1994年） - 盗賊・黒つむじ
- お助け同心が行く! 第1話「その処刑待った!」（1993年、TX / G・カンパニー） - 小野寺
- ご存知!旗本退屈男VIII（1993年、ABC / 東映） - 当間麻丸
- 八丁堀捕物ばなし 第3話「花あらし」（1993年、CX / 映像京都）
- 闇を斬る!大江戸犯科帳 第21話「流人（るにん）の島から来た娘」（1993年、NTV / ユニオン映画） - 慈光（弁天の儀三郎）
- 殿さま風来坊隠れ旅 第1話「青年藩主失踪!! 次期将軍の座を捨て、混乱の市中へ! 田沼悪政に正義の鷹が翔ぶ!（1991年、ANB / 東映）
- はぐれ医者・お命預かります! 第8話「贋金造り」（1995年、ABC / 東映） - 万屋忠兵衛
- 快刀!夢一座七変化 第3話「花嫁のウラ事情!」（1996年、ANB / 東映） - 長崎屋
- あぐり 第105話（1997年、NHK連続テレビ小説第56作） - 警察病院医師
- NHK大河ドラマ / 毛利元就（1997年、NHK） - 常光
- 隠密奉行朝比奈 第2シリーズ 第4話「復讐の紋様・唐津絵皿は語る」（1998年、CX） - 黒部玄蔵
- びんぼう同心御用帳 第6話「侍っ子! 」（1998年、ANB / 東映） - 左右田孫兵衛
- 痛快!三匹のご隠居 第5話「娘を捨てた母 越すに越されぬ大井川」（1999年、ANB / 東映） - 大槻軍太夫
- 南町奉行事件帖 怒れ!求馬II 第2話「泣きぼくろの女」（1999年、TBS / C.A.L） - 宗八
- 赤穂浪士（1999年、TX） - 安井彦右衛門
- ケイゾク 第7話「死を呼ぶ呪いの油絵」（1999年、TBS） - 菊池
- 火曜サスペンス劇場「女監察医・室生亜季子」シリーズ - 東田刑事
- 次郎長三国志 第四部「涙の仇討ち!そして二代目お蝶」（2000年、TX / 松竹） - 雲風亀吉
- 京都潜入捜査官 第7話「老人ホームの怪談」（2000年、ANB / 東映）
- オヤジ探偵 第1シリーズ 第9話（2001年、ANB / 東映） - 村上孝三郎
- 監察医・篠宮葉月 死体は語る 第1作（2001年、TX・BSジャパン） - 重田和彦外科部長
- 旗本退屈男（2001年、CX / 東映） - 五島屋善右衛門
- 子連れ狼 第1シリーズ 第6話「許せ!大五郎!父と子の哀しき過去」（2002年、ANB / 東映） - 目付
- 火曜サスペンス劇場 街の医者・神山治郎 第4作（2003年、NTV） - 松尾刑事
- 女と愛とミステリー 金田一耕助ファイルII「獄門島」（2003年、TX・BSジャパン） - 鬼頭儀兵衛
- 月曜ミステリー劇場 主任刑務官シリーズ「刑務官 一条信一 消えた模範囚」（2004年、TBS） - 所長
- 忠臣蔵（2004年、ABC） - 小山孫六
- 相棒（テレビ朝日 / 東映）
  - season2 第4話「消える銃弾」（2003年11月5日） - 十和田秀志
  - season4 第17話「告発の行方」（2006年2月15日） - 古賀由紀夫
  - season14 第18話「神隠しの山」（2016年3月2日） - 宮田
  - season17 最終話「新世界より」（2019年3月17日）- 小林圭吾
- 金曜エンタテイメント「十津川警部夫人の旅情殺人推理3」（2005年、CX） - 合田徹
- 世直し順庵!人情剣 第2話「父の秘密と娘の涙…人の命で儲ける奴らに天罰を!!」（2005年、ANB / 東映） - 勝五郎
- 八丁堀の七人 第6シリーズ 第7話「火傷顔の男!生きていた反逆者!?」（2005年、ANB / 東映） - 仙波屋
- 銭形平次 第6話「欲望の支配者!平次、怒りの激闘」（2005年、ABC / 東映） - 三河屋
- 火曜サスペンス劇場「弁護士・高林鮎子」シリーズ 第34話「志摩の旅・みえ6号毒殺連鎖」（2005年7月5日NTV）杉山 -（愛知県警豊橋警察署 刑事）
- 新・桃太郎侍 第8話「入れ替わった若君!?これが最後の鬼退治」（2006年、EX） - 鳴海屋佐吉
- 地獄少女 第4話「逢魔の砌」（2006年、NTV） - 葛城吉隆
- 月曜ゴールデン（TBS）
  - 税務調査官・窓際太郎の事件簿16（2007年10月1日）‐ 磯田克己
  - 警視・深町征爾 狼は天使の匂い（2012年1月30日）- 中田富明
  - 十津川警部シリーズ49（2013年1月21日） - 脇田肇
- 遠山の金さん 第7話（2007年） - 大黒屋助右衛門
- 素浪人 月影兵庫 第3話「夫の仇は生きていた素浪人と涙の一匹狼」（2007年、ANB / 東映） - 松五郎
- 密命 寒月霞斬り（2008年、TX） - 斉木丹波
- その男、副署長〜京都河原町署事件ファイル〜 第8話「なぜ、面影寺の跡取り息子が、佐渡神社の石階段の下で死んでいたのか?」（2008年、EX） - 駿河勝己
- 主水之助七番勝負〜徳川風雲録外伝〜 第3話「邪剣 亀之助」（2008年11月3日、TX） - 秦野内記
- 金曜プレステージ「悪い奴ほどよく眠る」（2010年3月5日、CX）
- 新春ワイド時代劇 / 柳生武芸帳（2010年、TX / 東映） - 谷田部勝重
- 毒姫とわたし 第2部（2011年10月11日 - 10月28日、CX,THK） - 永江富一
- 北海道警事件ファイル 警部補 五条聖子 第1作「過去からの脅迫者」（2012年5月21日、TX・BSジャパン） - 滝沢医師
- 水曜ミステリー9「森村誠一サスペンス 刑事の証明4」（2012年10月31日、TX） - 時岡基治
- ハンチョウ〜警視庁安積班〜 シリーズ6 第3話（2013年1月28日、TBS） - 吉川辰蔵
- 大岡越前2 第6話「手鎖御用旅」（2014年11月14日、NHK BSプレミアム） - 宗兵ヱ
- 子連れ信兵衛2 第2話「さらわれた赤ん坊」（2016年、NHK-BSプレミアム） - 桝田屋惣右衛門
- 帯ドラマ劇場 トットちゃん!（2017年、テレビ朝日）

など

### 映画
- レッツゴー! 高校レモン娘（1967年、松竹） - 黒沢
- 極悪坊主（1968年、東映京都）
- 関東女やくざ（1968年、大映） - 田村健二
- 緋牡丹博徒 花札勝負（1969年、東映京都） - 杉山次郎
- あゝ海軍（1969年、大映東京） - 矢野
- あゝ陸軍隼戦闘隊（1969年、大映東京） - 手塚軍曹
- 五人の賞金稼ぎ（1969年、東映京都） - 新八
- 怪談累ヶ淵（1970年、ダイニチ映配） - 深見新五郎 ※主演
- 極悪坊主 飲む・打つ・買う（1971年、東映京都） - 秀次
- 日本悪人伝（1971年、東映京都） - 帝大秀
- 子連れ狼 冥府魔道（1973年、東宝） - 最上周助
- 子連れ狼 地獄へ行くぞ!大五郎（1974年、東宝） - 将軍
- 極道VSまむし（1974年、東映京都） - 大学
- あふれる熱い涙（1992年、シネバレエ） - 村上
- 陽炎3（1997年、松竹） - 郷田研介
- 北京原人 Who are you?（1997年、東映）
- 二宮金次郎物語 愛と情熱のかぎり（1998年、製作委員会） - 富七
- 借王 5 ーTHE MOVIE- 沖縄大作戦（1999年） - 防衛省沖縄基地司令 南郷弘

### オリジナルビデオ
- 大予言/復活の巨神（1992年、バンダイビジュアル） - 津島孝則
- 女彫師アザミ（1998年、マクザム） - ヤハギ、刑事

### 舞台
- 明治座創業百年公演
  - 「付き馬屋おえん〜女郎蜘蛛は嗤う〜」（1994年8月）
  - 「大岡越前守〜黄八丈の女〜」（1994年11月）
- 金子みすず物語（1999年）※主演
- ラパン・アジールに来たピカソ（2000年）
- 北條馨梨プロデュース第2回公演「ハムレット」（2004年） - クローディアス
- 明治座公演「江戸情話 さくら吹雪」（2007年） - 甚三
- 音楽座ミュージカル「シャボン玉とんだ宇宙までとんだ」（2009年） - 小野源兵衛
- LOVE OF SEVEN DOLLS 七つの人形の恋物語（2010年） - ゴーロ

など